# Dhidhdhoo
Dhidhdhoo – wyspa na Malediwach; stolica atolu Haa Alif; według danych szacunkowych na rok 2014 liczyła 2651 mieszkańców.